# National Institute of Statistics of Rwanda
Das National Institute of Statistics of Rwanda (NISR; Institut national de la statistique du Rwanda) ist die staatliche Statistikbehörde von Ruanda. Ihr Verwaltungssitz befindet sich in Kabeza im Sektor Muhima des Distrikts Nyarugenge in der Hauptstadt Kigali. Generaldirektor ist seit 12. Juni 2024 Ivan Murenzi, der den zum Finanzminister ernannten Yusuf Murangwa ablöste.

## Struktur
Die Leitung liegt in der Verantwortung eines Generaldirektors und seines Stellvertreters. Dem Generaldirektor ist ein Verwaltungsrat (Board of Directors) übergeordnet, dessen Mitglieder für eine Periode von drei Jahren amtieren. Dieser Verwaltungsrat besitzt die Richtlinienkompetenz für die Statistikbehörde, gibt interne Regeln vor und entscheidet über Schwerpunkte und Rahmenbedingungen für alle Volkszählungen und statistische Untersuchungen in Ruanda.
Die übergeordnete Regierungsbehörde ist das Ministerium für Finanzen und Wirtschaftsplanung (Rwanda Ministry of Finance and Economic Planning).
Das NISR gliedert sich in drei Hauptbereiche mit Unterabteilungen. Diese sind:

Büro des Chefs der gemeinsamen Verwaltung (Office of the Head of Corporate Services)
- Human Resources and Administration (Personal und Verwaltung)
- Procurement (Beschaffung)
- Finance (Finanzen)

Büro des Stellvertretenden Generaldirektors (Office of the Deputy Director General)
- Information and Communication Technology (Informations- und Kommunikationstechnologie)
- Statistical Methods, Research and Publications (Statistikmethodik, Forschung und Öffentlichkeitsarbeit)
- Social and Demographic Statistics (Soziale und demographische Statistik)
- Economic Statistics (Wirtschaftsstatistik)
- Census (Volkszählung)

Büro des Einzelprojektkoordinators (Office of the SPIU Coordinator)

## Rechtliche Grundlagen
Die rechtlichen Grundlagen für die ruandische Statistikbehörde sind das Gesetz Nr. 53 aus dem Jahre 2013 sowie das Gesetz Nr. 45 von 2013.

## Aufgaben
Zu den Aufgaben gehört die Sammlung und Erhebung zuverlässiger Daten, diese zu analysieren, zu dokumentieren und die Publizierung aufbereiteter Daten.

## Geschichte
Die Behörde entstand im Oktober 2005 als eigenständige Institution aus dem ehemaligen Department of Statistics im Ministerium für Finanzen und Wirtschaftsplanung (MINECOFIN) und dem National Service of Census.

## Publikationen
Die Statistikbehörde gibt gedruckte und digitale Publikationen heraus. Dazu zählen beispielsweise: 
- Statistical Yearbook
- District Statistics